# Países miembros de la OMT
Los países miembros de la OMT son 159, ya que Brunéi, Montenegro y Tayikistán se sumaron a la Organización en la XVII cumbre de Cartagena de Indias (Colombia), la OMT está dividida en 6 regiones turísticas.

## Miembros Fundadores
Los Países fundadores de la Organización Mundial del Turismo fueron 62
Afganistán, Argentina, Bahamas, Benín, Brasil, Burundi, Camboya, Camerún, Chile, Colombia, Costa de Marfil, Costa Rica, Egipto, El Salvador, España, Filipinas, Gabón, Ghana, Grecia, Haití, Honduras, India, Indonesia, Irak, Irán, Jordania, Kenia, Kuwait, Laos, Líbano, Malasia, Malaui, Malí, Marruecos, Mauricio, México, Nepal, Nicaragua, Nigeria, Pakistán, Panamá, Perú, Rumanía, San Marino, Senegal, Sierra Leona, Siria, Sri Lanka, Sudáfrica, Tailandia, Tanzania, Túnez, Turquía, Uganda, Venezuela, Zambia, Zimbabue.

### Miembros Fundadores Extintos
Fueron miembros fundadores:
Checoslovaquia, Vietnam del Sur, Yemen del Norte y Yugoslavia

## Miembros Actuales de la OMT
Estos son los 159 Países miembros de la OMT:
Afganistán, Albania, Alemania, Andorra, Angola, Arabia Saudita, Argelia, Argentina, Armenia, Australia, Austria, Azerbaiyán, Bahamas, Bangladés, Baréin, Bielorrusia, Benín, Bután, Bolivia, Bosnia y Herzegovina, Botsuana, Brasil, Brunéi, Bulgaria, Burkina Faso, Burundi, Cabo Verde, Camboya, Camerún, Canadá, Catar, Chad, Chile, China (República Popular), Chipre, Colombia, Congo (República del), Corea del Norte, Corea del Sur, Costa de Marfil, Costa Rica, Croacia, Cuba, Ecuador, Egipto, El Salvador, Eritrea, Eslovaquia, Eslovenia, España, Etiopía, Fiyi, Filipinas, Francia, Gabón, Gambia, Georgia, Ghana, Grecia, Guatemala, Guinea, Guinea-Bisáu, Guinea Ecuatorial, Haití, Honduras, Hungría, India, Indonesia, Irak, Irán, Israel, Italia, Jamaica, Japón, Jordania, Kazajistán, Kenia, Kirguistán, Kuwait, Laos, Lesoto, Letonia, Líbano, Libia, Lituania, Macedonia del Norte, Madagascar, Malasia, Malaui, Maldivas, Malí, Malta, Marruecos, Mauricio, Mauritania, México, Moldavia, Mónaco, Mongolia, Montenegro, Mozambique, Namibia, Nepal, Nicaragua, Níger, Nigeria, Omán, Países Bajos, Pakistán, Panamá, Papúa Nueva Guinea, Paraguay, Perú, Polonia, Portugal, República Centroafricana, República Checa, República Democrática del Congo, República Dominicana, Rumanía, Rusia, Ruanda, San Marino, Santo Tomé y Príncipe, Senegal, Serbia, Seychelles, Sierra Leona, Siria, Sri Lanka, Suazilandia, Sudáfrica, Sudán, Suiza, Tailandia, Tanzania, Tayikistán, Timor Oriental, Togo, Túnez, Turkmenistán, Turquía, Ucrania, Uganda, Uruguay, Uzbekistán, Yemen, Venezuela, Vietnam, Yibuti, Zambia y Zimbabue
Nueva Zelanda ha expresado interés en ingresar a la Organización

### Miembros Asociados
La OMT tiene 6 Miembros Asociados que son: Aruba, Comunidad Flamenca de Bélgica, Hong Kong, Macao, Madeira y Puerto Rico

## Miembros extintos de la OMT
- Alemania Oriental y Alemania Occidental fueron unificadas a Alemania
- Checoslovaquia se dividieron para formar a República Checa y Eslovaquia
- Serbia y Montenegro (Reemplazada a Serbia)
- Unión Soviética (Reemplazada a Rusia)
- Vietnam del Sur (Se integró a Vietnam)
- Yemen del Norte y Yemen del Sur (fueron unificadas a Yemen)
- Yugoslavia (Reemplazada por Serbia y Montenegro, posteriormente por Serbia)